# Bolloré
Bolloré es un holding industrial y de inversión francés con sede en Puteaux, en la periferia oeste de París, Francia. La empresa, un conglomerado de comunicación-energía-logística, que emplea a 81.000 personas en todo el mundo.
En 2004, el grupo Bolloré se situó entre las 200 mayores empresas europeas.[cita requerida] Mientras que la compañía cotiza en la Euronext de intercambio en París, la familia Bolloré mantiene el control mayoritario de la empresa a través de una estructura de holding compleja e indirecta.
En diciembre de 2021, tras negarse a comentar los “rumores” del mercado anunciando su intención de vender su filial de transporte y logística en África, Bolloré Africa Logistics (BAL), el grupo Bolloré anunció que había recibido una oferta del gigante suizo MSC por este filial en África.
La compañía está dirigida por Vincent Bolloré.

## Vehículos eléctricos

### Vélib'
Hay planes para integrar el pago de sistemas de bicicletas públicas y alquiler temporal de vehículos, con los sistemas de tiqueo para los modos tradicionales de transporte público. Dos fabricantes de vehículos eléctricos se dice que están en el marco de suministrar los coches: el Grupo Dassault y Bolloré. El primero tiene un vehículo llamado Cleanova, que emplea el cuerpo de la furgoneta Renault Kangoo, mientras Bluecar de Bolloré se ha desarrollado con un estilo de la casa italiana Pininfarina.

### Pininfarina B0
Pininfarina introdujo su propio concepto de vehículo eléctrico, el Pininfarina B0 ("B Zero"). La ventana trasera de cuatro asiento dispone de una batería de estado sólido de polímero de litio, supercondensadores, y un panel solar integrada en el tejado para conseguir un intervalo de 153 millas.

### Bluecar

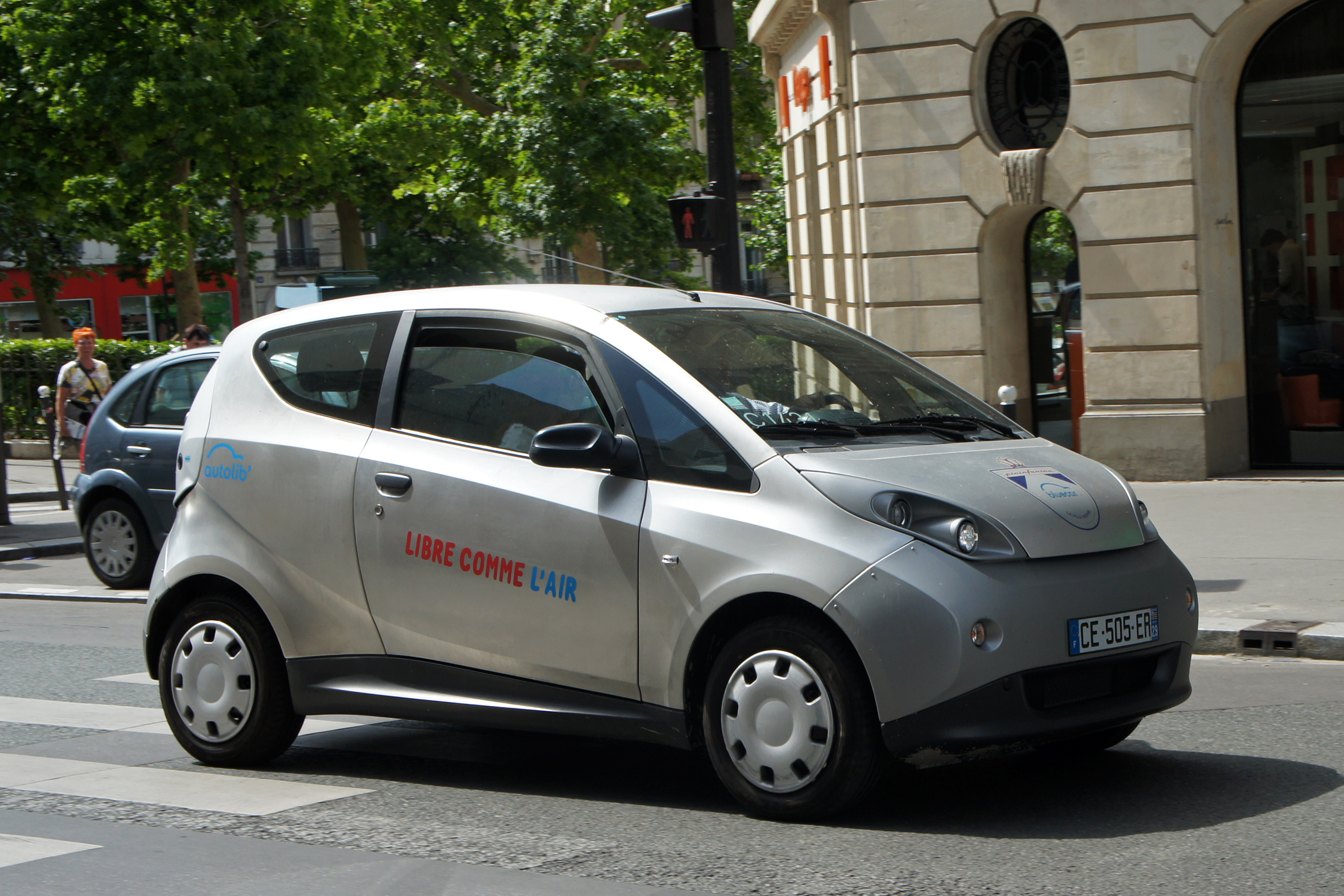
Bolloré Bluecar

Bolloré fabrica el Bolloré Bluecar, un pequeño coche eléctrico, inicialmente producir para mostrar un rango de celdas de energía eléctrica de la empresa. El Bluecar se introdujo en diciembre de 2011 como parte del servicio de carsharing Autolib en París. Bluecar entregas a clientes minoristas se inició en marzo de 2012.